# مقاطعة شومن
مقاطعة شومن (بالبلغارية: Област Шумен)‏ هي إحدى مقاطعات بلغاريا تقع في شمال شرق بلغاريا. يقدر عدد سكانها بـ 180,528 نسمة ومساحتها 3,389.7 كم2.

## الموقع
موقع المقاطعة بين مقاطعات بلغاريا: